# Commission spéciale sur la crise financière, économique et sociale
La commission spéciale sur la crise financière, économique et sociale (CRIS) est une commission spéciale du Parlement européen, dont le rapporteur est Pervenche Berès. Elle a rendu un rapport qui a été adopté le 20 octobre 2010 par le parlement.